# Othello (Manga)
Othello (jap. オセロ) ist ein Manga von Satomi Ikezawa. Die Shōjo-Serie ist den Genres Drama, Comedy und Romantik zuzuordnen und richtet sich an Jugendliche.

## Veröffentlichung
Der Manga erschien erstmals 2001 im japanischen Manga-Magazin Bessatsu Friend, das monatlich vom Kodansha-Verlag herausgegeben wird. Beim Abschluss der Serie 2004 umfasste die Geschichte sieben Taschenbücher.
In Deutschland wurde Othello zunächst im Magazin Manga Power veröffentlicht und wurde von Egmont Manga und Anime von Januar 2004 bis Januar 2006 auch in Form von sieben Bänden herausgegeben. Eine englische Übersetzung wurde von Del Rey veröffentlicht, eine französische von Pika Édition und eine italienische von Edizioni Star Comics.

## Inhalt
Die 16-jährige Yaya Higuchi fühlt sich in der Schule ausgestoßen, wird immer gehänselt und hat nicht genug Selbstvertrauen, um sich zur Wehr zu setzen. Zu Hause muss sie ihrem strengen Vater gehorchen, der ihr nur das Notwendigste erlaubt. Und als ihre Lieblings-Rockband Juliet sich auflöst, bricht für sie eine Welt zusammen.
Sieht das schüchterne Mädchen jedoch in ihren alten Taschenspiegel, erwacht ihr anderes Ich, die starke und selbstbewusste Nana. Nana ist das Gegenteil von Yaya, in der Schule und gegen ihr selbstsüchtigen Mitschülerinnen Seri und Moe spielt sie nicht mehr das introvertierte Mädchen vor. Sie trifft sich außerdem mit Leuten, von denen sie nur den Vornamen weiß und die ihre größte Leidenschaft, die Band Juliet, teilen. In dieser Anonymität unter Gleichgesinnten fühlt Nana sich wohl, denn nur da kann sie ihrem langweiligen und schmerzlichen Alltagsleben entkommen. Währenddessen wächst auch ihre Zuneigung zu ihrem Klassenkameraden Moriyama, dem Sänger der Band Black Dog. Er erfährt bald von Yayas zweiter Persönlichkeit, deren Selbstbewusstsein ihm jedoch zunächst zu schaffen macht.

## Rezeption
Der Kritiker Jason Thompson beschreibt die Serie mit ihren plötzlichen Stimmungswechseln als inkonsistent und am gleichen Problem wie ihre Protagonistin leidend: Mal sind die Geschichten ernsthaft, mal eher Slapstick und auch der Umgang und die Darstellung der zweiten Persönlichkeit schwankt zwischen der eines psychischen Problems oder einer harmlosen Draufgängerin. In der Idee einer zweiten Persönlichkeit als Machtfantasie gegen Mobbing an der Schule ähnele der Manga der Serie Yu-Gi-Oh! Die AnimaniA schreibt in ihrer Besprechung, von einer Geschichte, die Mobbingopfern Mut machen könne, sich zu wehren, oder Schüchternen, sich ihrem Schwarm zu offenbaren. Doch sei die Geschichte eher langweilig und repetitiv erzählt und der Zeichenstil sei ebenfalls nicht beeindruckend.